# Everyone Wants To
Everyone Wants To är Granadas debut-EP, utgiven 1999 på Look Left Recordings.

## Låtlista
1. "Everyone Wants To" - 3:30
2. "Skyscraper" - 6:02
3. "Late in Life" - 4:49
4. "Nothing Can Undo You" - 3:39

## Gästartister
- Tom Hakava - piano på "Late in Life" och tamburin på "Everyone Wants To".